# Rackensee
Der Rackensee ist ein kleiner, in einer Hangmulde gelegener See an den Nordhängen des Rohnbergs. Der See ist vollständig von Wald umgeben. Er kann über Forstwege von Wörnsmühl aus erreicht werden.